# Нагавська
Нагавська (рос. Нагавская) — станиця у Котельніковському районі Волгоградської області Російської Федерації.
Населення становить 790  осіб. Входить до складу муніципального утворення Нагавське сільське поселення.

## Історія
Станиця розташована у межах українського історичного та культурного регіону Жовтий Клин.
Згідно із законом від 14 березня 2005 року № 1028-ОД органом місцевого самоврядування є Нагавське сільське поселення.

## Населення
| 2010 | 2012 | 2013 | 2014 | 2015 | 2016 | 2017 |
| ---- | ---- | ---- | ---- | ---- | ---- | ---- |
| 730  | ↗891 | ↘825 | ↗836 | ↘831 | ↘813 | ↘790 |